# 岩崎智之
岩崎 智之は、1966年11月2日生まれ。日本の映画キャメラマン。モデル事務所「猟奇的淑女」代表。

## 経歴
撮影助手を経て、『天装戦隊ゴセイジャー』にて戦隊シリーズでは初の撮影監督を担当。

## 主な撮影作品

### テレビ
- 天装戦隊ゴセイジャー（2010年）
- 非公認戦隊アキバレンジャー（2012年）
- 手裏剣戦隊ニンニンジャー（2015年）※特撮Bキャメラ、本編
- 仮面ライダーアマゾンズ（2016年）
- 仮面ライダーアマゾンズseason2（2017年）※チーフ
- 仮面ライダーセイバー（2020年）
- 魔進戦隊キラメイジャー（2021年）

### 映画
- 宇宙刑事ギャバン THE MOVIE（2012年）※Bキャメラ
- 仮面ライダーアマゾンズ THE MOVIE 最後ノ審判（2018年）※Bキャメラ

### オリジナルDVD
- 真田くノ一忍法伝 かすみ（2005年）
- 獣電戦隊キョウリュウジャー でたぁ〜ッ! まなつのアームド・オンまつり!!（2013年）
- 特捜戦隊デカレンジャー 10 YEARS AFTER （2015年）
- 宇宙戦隊キュウレンジャー Episode of スティンガー（2017年）
- from Episode of スティンガー 宇宙戦隊キュウレンジャー ハイスクールウォーズ（2017年）
- ビルド NEW WORLD 仮面ライダーグリス（2019年）
- てれびくん超バトルDVD 仮面ライダーリバイス コアラVSカンガルー!!結婚式のチューしんで愛をさけぶ!?（2022年）

### ネットムービー
- 勇敢戦隊ブレイブフロンティア（2018年）
- 獣電戦隊キョウリュウジャー「ブレイブ33.5 これぞブレイブ!たたかいのフロンティア」（2018年）